# Robert Pollard Is Off to Business
Robert Pollard Is Off to Business è il decimo album in studio long playing di Robert Pollard, membro fondatore dei Guided by Voices; venne pubblicato nel 2008 negli Stati Uniti d'America sia in vinile che in CD dalla Guided By Voices Inc.. Anche in questo album, Pollard, autore dei brani, si limita a cantare mentre il produttore Todd Tobias suona tutti gli strumenti.

## Tracce
Scritte da Robert Pollard.
Lato A
1. The Original Heart
2. The Blondes
3. 1 Years Old
4. Gratification to Concrete
5. No One but I

Lato B
1. Weatherman and Skin Goddess
2. Confessions of a Teenage Jerk-Off
3. To the Path!
4. Western Centipede
5. Wealth and Hell-Being

## Musicisti
- Todd Tobias: basso, batteria, percussioni, chitarra, tastiere
- Robert Pollard: voce